# Larsen (Zazie)
Larsen is een nummer van de Franse zangeres Zazie uit 1995. Het is de eerste single van haar tweede studioalbum Zen.
Het nummer behaalde een bescheiden 38e positie in Frankrijk. Toch werd het daar wel een grote radiohit, en tot op de dag vandaag wordt het nog steeds veel gedraaid.